# Donald Norton Yates
Donald Norton Yates (25 novembre 1909 – 28 août 1993) est un officier et aviateur de l'armée de l'air américaine qui a contribué à choisir le 6 juin 1944 comme date du débarquement allié en Europe, en sa qualité de météorologue en chef de l'état-major du général Dwight D. Eisenhower, avec le chef météorologue allié James Stagg. Yates a été décoré par trois gouvernements pour son travail et a attein le grade de lieutenant général. Il est devenu météorologue en chef de l'armée de l'air américaine nouvellement formée et commandant du centre d'essais de missiles de l'armée de l'air à la base aérienne Patrick en Floride.

## Biographie

### Formation

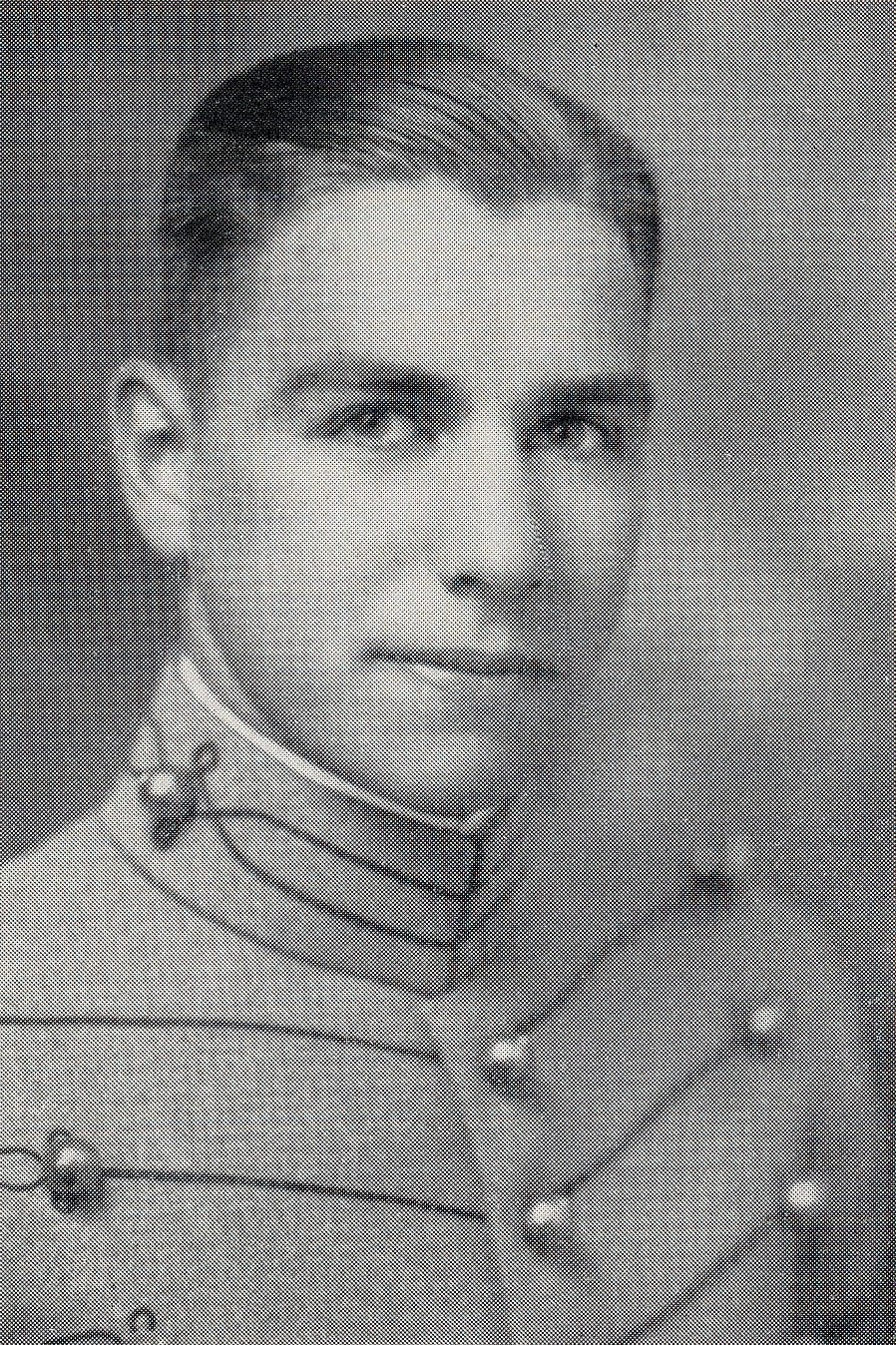
à West Point en 1931.

Yates est né à Bangor, dans le Maine, le 25 novembre 1909 et a obtenu son diplôme à l'école secondaire de Bangor en 1927. Il a ensuite fréquenté l'Académie militaire de West Point, dont il a été diplômé en 1931, et a été nommé sous-lieutenant dans la cavalerie. Il est posté immédiatement pour une formation de pilote à Kelly Field, au Texas,.
Sa première affectation militaire fut à Luke Field, à Hawaï, avec le 23e escadre de bombardiers. En juin 1938, Yates s'est inscrit comme étudiant diplômé au California Institute of Technology (Caltech) et a obtenu une maîtrise ès sciences en météorologie en juin 1939. Yates est devenu chef adjoint de la section météorologique de la division des opérations du bureau du chef de la United States Army Air Corps (USAAF) en décembre 1941. Avec le déclenchement de la guerre, il a été nommé l'année suivante directeur adjoint de la météorologie au quartier général de l'USAAF,.

### Seconde Guerre mondiale et le Jour J
De mai à décembre 1942, le lieutenant-colonel Yates se rendit en Union soviétique pour coordonner les questions météorologiques dans le cadre d'une mission militaire. Il reçut par la suite la Distinguished Service Medal et la Air Medal pour ses actions au cours de ce voyage.
En février 1944, le colonel Yates devient directeur du service météorologique de l'US Strategic Air Force en Europe, et sert en outre dans l'état-major du général Dwight D. Eisenhower. Trois groupes collaborent aux prévisions météo pour le débarquement de Normandie : son groupe de l'USAAF, le Met Office et la Royal Navy. Yates est nommé l'adjoint du Group captain britannique James Stagg, responsable des trois groupes. Il a réussi à concilier les différents entre les groupes et à 4 h 30 le matin du 4 juin, la prévision fournie a contribué de manière significative à la décision d'Eisenhower de remettre le débarquement au 6 juin.
La citation accompagnant sa décoration de la Légion du Mérite de l'armée américaine stipule que « grâce au bon jugement, aux compétences et au leadership solide du colonel Yates, les différences dans les méthodes de prévision ont été conciliées, ce qui a abouti à l'élaboration d'une procédure capable d'utiliser les talents et les installations des deux nations (États-Unis et Royaume-Uni) et de tous les services de manière unifiée. La valeur des conseils du colonel Yates a depuis été prouvée, car le jour choisi pour l'assaut continental était probablement le seul jour du mois de juin où l'opération aurait pu être lancée ».

### Promotion au grade de général
À son retour aux États-Unis en janvier 1945, le colonel Yates est nommé chef de la division météorologique, qui fusionne plus tard avec la Weather Wing pour former le Air Weather Service, qu'il commande à la base aérienne d'Andrews, dans le Maryland, jusqu'en 1950. Au cours de cette période, il est promu au grade de général de brigade en 1947 et transféré dans l'US Air Force. Le 17 mars 1947, il effectue la première mission de reconnaissance météorologique programmée au-dessus du pôle Nord. En 1950, le général Yates est nommé chef adjoint pour le développement au quartier général de l'US Air Force, et en avril suivant, il devient directeur de la recherche et du développement au quartier général. Il est promu au grade de major général en 1952.

### Base aérienne de Patrick et Pentagone
Yates a été commandant du centre d'essais de missiles de l'armée de l'air, base aérienne de Patrick, en Floride, de 1954 à 1960. Au cours de cette tournée, il a reçu la Légion du mérite de la marine pour ses services dans le cadre du programme Vanguard de la marine et du programme de missiles balistiques Polaris de la marine. En 1960, il a été promu au grade de lieutenant général et nommé directeur adjoint de la recherche et de l'ingénierie de défense (champs de tir et soutien spatial au sol) au Pentagone.
Yates a pris sa retraite de l'armée de l'air américaine le 31 mars 1961. Il a reçu une deuxième récompense de la Distinguished Service Medal lors de sa retraite.

### Fin de vie
Après sa retraite de l'US Air Force, Yates a travaillé pour Raytheon, devenant vice-président exécutif avant de prendre sa retraite et déménageant en Floride à la fin des années 1970. Il est décédé à son domicile de Longwood (Floride), le 28 août 1993. Il a été enterré à côté de sa femme au cimetière national d'Arlington.
Le frère cadet de Yates, Elmer P. Yates, est également diplômé de West Point et est devenu major général dans le Corps du génie de l'armée des États-Unis.

## Affiliations
Le général Yates était membre et ancien président de l'American Meteorological Society et membre de l'American Institute of Aeronautics and Astronautics.